# Ігнасіо Марія Гонсалес (політик)
Ігнасіо Марія Гонсалес Сантін (ісп. Ignacio María González Santín; 26 січня 1838 — 8 лютого 1915) — домініканський політичний діяч, двічі обіймав посаду президента країни.